# Matt Schnobrich
Matt Schnobrich (ur. 12 listopada 1978 w Minneapolis) – amerykański wioślarz, brązowy medalista w wioślarskiej ósemce podczas Letnich Igrzysk Olimpijskich w Pekinie.

## Osiągnięcia
- Mistrzostwa Świata – Gifu 2005 – dwójka bez sternika – 13. miejsce[1].
- Mistrzostwa Świata – Eton 2006 – czwórka bez sternika – 4. miejsce[1].
- Mistrzostwa Świata – Monachium 2007 – czwórka bez sternika – 8. miejsce[1].
- Igrzyska Olimpijskie – Pekin 2008 – ósemka – 3. miejsce[1].